# Latiano
Latiano är en ort och kommun i provinsen Brindisi i regionen Apulien i Italien. Kommunen hade 14 403 invånare (2017).